# Club alpino sammarinese
Il Club Alpino San Marino (CASM) è l'unica associazione di alpinisti ed appassionati di montagna a San Marino.

## Storia
Nel 1993 venne fondato da alcuni appassionati del Gruppo Speleologico Sammarinese (GSS); con l'aumento delle attività nel 2011 cambiò nome in Club Alpino San Marino. Tuttora il CASM si occupa di palestre di roccia e spedizioni, tra cui quella all'Everest del 2009.
Nel 2008, l'incontro con la guida alpina Paolo Caruso ha portato alla fondazione di IAMA, la scuola di arrampicata e alpinismo che si pone come obiettivo quello di praticare tali discipline secondo i principi del suo metodo.
Nel suo statuto è stata stabilita la fine dell'associazione il 31 dicembre 2050.